# Werner Schlegelmilch
Werner Schlegelmilch (* 8. März 1910 in Langensalza, Provinz Sachsen; † 2005 in Bad Langensalza, Thüringen) war ein deutscher Physiker und Hochschullehrer.

## Leben und Wirken
Nach dem Schulabschluss studierte er und erlangte an der Universität Jena 1933 den Abschluss als Dr. rer. nat. Als solcher wurde er 1955 mit der Wahrnehmung einer Dozentur an der Hochschule für Elektrotechnik in Ilmenau beauftragt. Dort promovierte er an der Fakultät für Mathematik, Naturwissenschaften und technische Grundwissenschaften 1958 und lehrte als Professor mit Lehrauftrag an der späteren Technischen Hochschule Ilmenau bis zum Erreichen des Rentenalters 1975. Er war auf Theoretische Physik spezialisiert und publizierte mehrfach darüber.

## Schriften (Auswahl)
- Die elektrische Festigkeit flüssiger Isolierstoffe bei hohen Frequenzen. Hirzel, Leipzig 1933.
- Die Differentialoperationen der Vektoranalysis und ihre Bedeutung in Physik und Technik. Verlag Technik, Berlin 1954.
- Stationäre und instationäre Überspannungen an der einfachen Elektrode. Ilmenau 1957.
- Die Untersuchung von schnellen Elektrodenreaktionen mit kurzzeitigen Rechteckimpulsen. In: Wissenschaftliche Zeitschrift der Hochschule für Elektrotechnik, Ilmenau, Bd. 6 (1960), 2, S. 119–124.